# Dado Pršo
Miladin "Dado" Pršo (* 5. listopad 1974, Zadar) je bývalý chorvatský fotbalista. Hrával na pozici útočníka.
S chorvatskou reprezentací hrál na mistrovství Evropy roku 2004 a díky svým výkonům na tomto turnaji byl federací UEFA zařazen i do all-stars týmu. Hrál též na mistrovství světa v Německu roku 2006. Celkem za národní tým odehrál 32 utkání, v nichž vstřelil 9 branek.
S AS Monaco se stal mistrem Francie (1999/00), s Glasgow Rangers mistrem Skotska (2004/05). V sezóně 2003/04 se s Monacem probojoval do finále Ligy mistrů.
Třikrát byl vyhlášen chorvatským fotbalistou roku (2003, 2004, 2005).